# Aniela Chałubińska
Aniela Chałubińska (* 1. Oktober 1902 in Lemberg, Österreich-Ungarn; † 6. Juli 1998 in Lublin, Polen) war eine polnische Geologin, Geografin und Hochschullehrerin. Sie leitete 18 Jahre lang das Institut für Regionale Geographie und war Initiatorin des Instituts für Geographiedidaktik an der Maria-Curie-Skłodowska-Universität.

## Leben und Werk
Chałubińska war das erste Kind des Chemieingenieurs Ludwik Chałubiński und seiner Frau Antonina Kamiński. Ihre Kindheit verbrachte sie in Zakopane in einem Haus, das ihr Großvater, der Arzt Tytus Chałubiński, gebaut hatte. Von 1909 bis 1921 besuchte sie Schulen in Zakopane und Krakau und absolvierte das private Frauengymnasium der Ursulinenschwestern in Krakau. Sie studierte Geografie und Geologie von 1921 bis 1926 an der Nationalen Iwan-Franko-Universität Lemberg, wo sie Henryk Arctowski, Kazimierz Twardowski, Jan Czekanowski und Eugeniusz Romer traf. Zwei Veröffentlichungen aus dem Jahr 1924 zeugen von ihrer wissenschaftlichen Tätigkeit als Studentin. Die eine Veröffentlichung ist ein Bericht über die Aktivitäten der geographischen Studentenklubs in Polen, der auf einem geographischen Kongress in Prag vorgestellt wurde, und der andere ist ein Bericht über die Reise des Geographischen Instituts nach Kremenez. Der Bericht enthält nicht nur eine Beschreibung der Route und der Naturphänomene, sondern auch eine Diskussion über die Entstehung der beobachteten Formen der Erdoberfläche. Die während ihres Studiums verfassten zwei wissenschaftlichen Arbeiten wurden 1928 veröffentlicht. Auf der Grundlage einer dieser Arbeiten promovierte Chałubińska 1926 auf dem Gebiet der Geographie und Geologie.

## Unterrichtstätigkeit und Lehrerbildung
Sie unterrichtete von 1926 bis 1950 als Erdkundelehrerin am Privaten Frauengymnasium der Ursulinenschwestern in Lublin und im selben Jahr begann sie auch am gleichnamigen Staatlichen Frauengymnasium bis zum Ausbruch des Zweiten Weltkriegs zu unterrichten. Neben der Jugendarbeit widmete sie sich auch der Lehrerbildung. Seit 1930 war sie Leiterin des ersten Methodenzentrums für Geographie in Polen. Die Veröffentlichungen von Chałubińska aus dieser Zeit befassen sich mit methodischen Fragen, vor allem mit der Rolle von Reisen in der Erziehung junger Menschen. Gemeinsam mit Michał Janiszewski verfasste sie die Schulbücher Geographie Europas und Geografia Polski. 
Während der deutschen Besatzung setzte Chałubińska ihre Lehrtätigkeit fort, wobei sie offiziell an der Handelsschule arbeitete, aber sie erteilte wie viele ihrer Kolleginnen und Kollegen geheimen Unterricht. Das Ergebnis dieser Zusammenarbeit war die Organisation einer kleinen Gruppe von Lehrern, die ein Projekt zur Reform des Sekundarunterrichts im Nachkriegspolen entwickelten. Chałubińska leitete weiterhin die Arbeit des Methodenzentrums für Geographie und bot individuelle Unterstützung für Lehrer, insbesondere Anfänger. Nach dem Krieg nahm Chałubińska ihre Arbeit am Gymnasium und am Methodologischen Zentrum für Geographie wieder auf.
Im Zusammenhang mit der Gründung des gerade entstehenden Instituts für Geographie an der Maria-Curie-Skłodowska-Universität wurde Chałubińska 1945 mit Vorlesungen über die Methodik der Geographie betraut. Bereits 1946 wurde in der Lubliner Zweigstelle der Polnischen Geologischen Gesellschaft eine Bildungsabteilung unter dem Vorsitz von Chałubińska gegründet, wobei die ursprünglich auf Lublin beschränkten Aktivitäten auf die gesamte Region und weiter ausgedehnt wurden.

## Forschungstätigkeit an der Maria-Curie-Skłodowska-Universität
1950 wurde Chałubińska aus politischen Gründen von kommunistischen Behörden wegen Untreue von ihrer Position an Schulen im Bezirk Lublin zu unterrichten, entlassen, weshalb sie sich mehr der Forschung im Bereich der Geographie zuwenden konnte. 1955 wurde Chałubińska zur außerordentlichen Professorin ernannt und 1956 mit der Leitung des neu gegründeten Instituts für Landeskunde betraut. Chałubińska spielte eine bedeutende Rolle in der Ausbildung von Geographen, da sie die Leitung des regionalen Geographieunterrichts mit zwei Assistenten, die ständige Betreuung der Erdkundedidaktik, die Organisation von Geographiereisen und die Leitung der Seminare für Senioren durchführte.
1968 verlieh der Staatsrat Chałubińska den wissenschaftlichen Titel einer Professorin. Begründet wurde diese Nominierung nicht nur mit ihren Leistungen auf dem Gebiet der Methodik, sondern auch mit wissenschaftlichen Leistungen auf anderen Gebieten der Geographie. Sie wurde 1973 emeritiert und ihre letzte Veröffentlichung erfolgte 1990.
Chałubińska schlug eine neue Methode zur Berechnung thermischer Anomalien vor, die nicht wie bei den Vorgängern aus der Durchschnittstemperatur, sondern aus der theoretischen Temperatur berechnet wird, die auf der Grundlage des Einfallswinkels der Sonnenstrahlen beruht. Probleme der physischen Geographie waren Gegenstand mehrerer anderer ihrer Arbeiten. Eine neue methodische Idee war der Reliefindex, der 1963 in einem gemeinsam mit E. Przesmycka verfassten Artikel vorgeschlagen wurde. In der Publikationsliste von Chałubińska gibt es mehr als ein Dutzend Artikel über polnische Geographen. Ihr Beitrag zur Methodik der Geographie manifestiert sich in zahlreichen Veröffentlichungen, Handbüchern für weiterführende Schulen und Artikeln für Lehrer.

## Auszeichnungen
- 1956: Goldenes Verdienstkreuz
- 1973: Orden Polonia Restituta
- 1976: Medaille der Volksbildungskommission
- 1982: Ehrenmitglied der Polnischen Geographischen Gesellschaft
- 1982: Goldenes Abzeichen der Erdkundegesellschaft
- 1991: Ehrenmitglied der Wissenschaftlichen Gesellschaft Lublin[3]
- 1992: Ehrendoktorwürde der Maria-Curie-Skłodowska-Universität in Lublin[4]

## Veröffentlichungen (Auswahl)
- 1 934: Geografia Europy dla II klasy gimnazjalnej
- 1936: Geografia Polski dla I klasy gimnazjalnej
- 1956: Gęstość sieci wodnej w Polsce
- 1969: Ignacy Domeyko i jego wkład do geografii Polski[5]